# Farnezol
Farnezol – organiczny związek chemiczny, alkohol z grupy terpenów. Obok geraniolu jest najpowszechniej występującym w roślinach terpenem, natomiast owady wykorzysują go jako feromon. Nazwa pochodzi od akacji Farnesa. Jest składnikiem wielu olejków eterycznych, między innymi z trawy cytrynowej, kwiatów pomarańczy i róży. Jego zawartość w olejkach jest zwykle niska, rzędu 0,5–1%, do wyjątków należy olejek cabreuva (2,5%) i destylat z kwiatów Oxystigma buccholtzii (do 18%). Stosowany jest w przemyśle perfumeryjnym. Ma 4 stereoizomery, naturalnie występujący związek ma konfigurację 2Z,6E.